# Смоковляни
42°52′ пн. ш. 17°46′ сх. д. / 42.86° пн. ш. 17.77° сх. д.
Смоковляни (хорв. Smokovljani) — населений пункт у Хорватії, в Дубровницько-Неретванській жупанії у складі громади Дубровачко Примор'є.

## Населення
Населення за даними перепису 2011 року становило 66 осіб.
Динаміка чисельності населення поселення: